# کوه مقدس (فیلم ۱۹۷۳)
کوه مقدس (به اسپانیایی: La Montaña Sagrada و به انگلیسی: The Holy Mountain) یک فیلم سورئالیستی مکزیکی به کارگردانی آلخاندرو خودوروفسکی است که در این فیلم به بازیگری، طراحی لباس، آهنگسازی و تدوین نیز پرداخته است.
این فیلم یکی از بهترین ساخته های زمان خود و شاهکار خودوروفسکی و همچنین ستونی از سینمای به اصطلاح باطنی محسوب می شود و تأثیرات زیادی بر هنرمندانی مانند مرلین منسون و دارن آرونوفسکی داشته است که این تأثیرات در فیلم چشمه (۲۰۰۶) دیده می شود.

## موضوع فیلم
کوه مقدس فیلمی سراسر نماد و کنایه است که با نگاهی انتقادی به مسائلی چون مذهب، سانسور، اعدام آزادی خواهان، طبقه‌های اجتماعی جامعه از جمله نظامی‌ها، سرمایه داران، روحانیون و فقرا، مسائل فرهنگ عمومی، مصرف مواد مخدر، تن‌فروشی و غیره می‌پردازد.
ماجرای داستان حول شخصیت دزدی می‌گردد که از روی عمد بسیار شبیه عیسی مسیح است.
این فیلم یک ساعت و ۵۳ دقیقه‌ای سه قسمت دارد که قسمت اول به داستان دزد (بخش اجتماعی) و قسمت دوم به معرفی افراد داستان (بخش سیاسی) و قسمت سوم سفر عرفانی افراد داستان به کوه مقدس (بخش عرفانی) تشکیل شده‌است.

## داستان فیلم

### قسمت اول
فیلم با نمایش تصویر دزدی آغاز می‌شود که در بیابان توسط کودکان عریانی که تصور می‌کنند او مرده، حمل می‌شود و او را به صلیب می‌کشند ولی دزد به هوش می‌آید و آن‌ها را فراری می‌دهد، سپس وی با کوتوله‌ای دوست می‌شود و به شهر می‌آیند.
زمانی که کوتوله و مرد دزد به شهر می‌آیند با صحنه‌هایی رو به رو می‌شوند که کمی غیرعادی است از جمله تیرباران افرادی که از محل اصابت گلوله به آن‌ها پرندگان خارج می‌شوند و مردی برای سربازی که به همسرش تجاوز می‌کند دست می‌زند و فیلم می‌گیرد! و زن او نیز از این موضوع شکایتی ندارد! و دوربین را به دزد می‌دهد تا از او نیز در این صحنه تصویر برداری کند.
سپس گروهی که رئیس آن‌ها کلاهی با علامت صلیب شکسته نازی را بر سر دارد از او می‌خواهد که در یک نمایش خیابانی شرکت کند و او و کوتوله قبول می‌کنند.
در این نمایش جعبه‌های کشتی مانندی پر از قورباغه با مارش نظامی آلمانی و با نماد صلیب بر روی لباس‌های خود، به سمندرهای موجود در ماکت نمایش حمله می‌کنند و آن‌ها را می‌خورند و صحنه ماکت نمایش پر از خون می‌شود و خون‌ها از ماکتی که شبیه قربانی گاه مایاها است سرازیر می‌شود.
در ضمن برخی از این قورباغه‌ها لباس راهبه‌های مذهبی قرون وسطی را بر تن دارند.
در پایان نمایش ماکت ساختمان‌ها منفجر می‌شود و قورباغه‌ها هم می‌میرند و دزد و کوتوله از پولی که بدست آورده‌اند بسیار شادمان هستند.
سپس مغازه‌ای نمایش داده می‌شود که بر سردر آن نوشته مسیح برای فروش و افرادی نظامی و بسیار فربه که مانند رومی‌های باستان لباس پوشیده‌اند از آن محافظت می‌کنند و اجناس آن از جمله مجسمه مصلوب عیسی مسیح را می‌فروشند و با توریست‌ها عکس می‌گیرند و در این هنگام فردی که گویا رئیس مغازه است صلیب را بر دوش دزد قرار می‌دهد و او را به داخل مردم می‌فرستد و در بازگشت مقدار زیادی الکل به وی می‌خورانند و بعد از بیهوش شدن، وی را عریان کرده و به داخل کارگاه مغازه آورده و قالب بدن او را می‌گیرند و او را درمیان سیب زمینیها پرتاب می‌کنند، دزد بعد از بیدار شدن خود را در بین صدها مجسمه از وی که در حالت مصلوب شدن است، میابد و از ترس و خشم فریاد می‌کشد و صاحب مغازه را شلاق زده و شروع به خراب کردن مجسمه‌ها می‌کند و با آخرین مجسمه سالم خود خلوت می‌کند.
فیلم سپس گروهی از زنان فاحشه را نمایش می‌دهد که به همراه میمونی و دختر خردسالی که مانند فاحشه‌ها لباس پوشیده، از کلیسا خارج شده و به جلب نظر مردم می‌پردازند بعد پیرمردی را نمایش می‌دهد که دختر خردسال فاحشه را صدازده و بعد از نوازش او چشم خود را در دست او قرار می‌دهد و به شکل بیمار گونه‌ای وی را می‌بوسد.
در صحنه بعد، دزد درحالی که آخرین مجسمه خود را بر دوش دارد به همراه کوتوله از مغازه خارج شده و با گروه فاحشه‌ها روبه رو می‌شود که ابتدا مورد تمسخر آن‌ها واقع می‌شود ولی یکی از فاحشه‌ها که گویا دوست میمون است، شروع به تمیز کردن مجسمه کرده و به یاد مسیح می‌افتد.
سپس دزد به همراه مجسمه خود وارد مجلسی می‌شود که نظامی‌ها در حالی که برخی از آن‌ها ماسک زد گاز دارند، با یکدیگر می‌رقصند، دزد مجسمه خود را بر روی تاقچه گذاشته و به کتاب بازی که شبیه انجیل و پر از کرم است نگاه می‌کند و کمی قدم می‌زند و در تخت خوابی، پاپ را همراه مجسمه مصلوب مسیح می‌یابد، پاپ وی را از ساختمان بیرون می‌اندازد.
دزد در بیرون ساختمان شروع به خوردن مجسمه خود می‌کند و به بیابان و در میان کودکان عریان بازگشته و مجسمه خود را با بادکنک به آسمان می‌فرستد.
سپس دزد و کوتوله و گروه فاحشه‌ها به بازار می‌آیند و می‌بینند که از بالای برجی بلند (که گویا نماد قدرت و ثروت است) قلابی طلا به پایین فرستاده می‌شود که بر آن مقداری طلا قرار دارد، دزد به طلاها طمع می‌کند و می‌خواهد منبع آن‌ها را بیابد پس به قلاب آویزان می‌شود که بالا برود.

سپس دزد به جایی معبد مانند وارد شده و نمادهای بسیاری که برخی از آنه به زبان عبری است و ستاره داوود و حتی کلمه عربی الله را مشاهده می‌کند (گویا نمادهای مذهبی تمام ادیان ابراهیمی مورد نظر کارگردان بوده).
سپس دزد، رئیس معبد که با دو بز با بیضه‌های بزرگ در اطراف اویند و به حالت مدیتیشن و با پیراهنی سفید، روی صندلی نشسته نمایش می‌دهد.
دزد به استاد معبد حمله می‌کند ولی استاد با هنرهای رزمی وی را خلع صلاح و خشک می‌کند، سپس یکی از زنان عریان معبد، موجودی زنده را از پشت گردن او خارج می‌کند (که گویا نماد غرور و سرسختی اوست) و استاد دوباره او را به حالت طبیعی بر می‌گرداند و از او می‌پرسد طلا می‌خواهی؟ و او می‌گوید بله!
دزد را شستشو می‌دهند و ظرفی به او می‌دهند تا در آن مدفوع کند، سپس استاد لباسی را که شبیه لباس یهودیان است می‌پوشد و دزد را در ظرف بخار قرار می‌دهد، سپس مدفوع وی را با عرق وی مخلوط می‌کنند تا طلا بدست می‌آورند و استاد به او می‌گوید تو می‌توانی خود را به طلا تبدیل کنی.
استاد به دزد، آموزش می‌دهد که مثلاً کوه از بلندترین نقطه‌اش می‌توانی ویران کنی یا آینده او را با فال تاروت مشخص می‌کند.(این آموزش‌ها مانند آموزش‌های روحانی است ولی گویا هدف دیگری دارد)
آموزش‌های دزد از همه ادیان مثلاً مسیحیت و هندوئیسم و غیره را در بر می‌گیرد.

### قسمت دوم
سپس دزد را به اتاقی می‌برد و به او می‌گوید تو برای سفر نهایی خود همراهانی خواهی داشت، آن‌ها هم مانند تو دزد هستند ولی در یک جایگاه دیگر، آن‌ها قدرتمندترین افراد کره زمیناند.
سپس یکی یکی، این افراد را با زبان خودشان معرفی می‌کند:
نفر اول باند، شخصی است که هدفش زیبایی انسان‌ها است و پدرش کر و کور و لال است و تصمیماتش را از روی مهبل زنش می‌گیرد.

باند زنان و بچه‌های زیادی دارد و دیالوگ‌های نمادینی می‌گوید، از جمله 'مردم می‌خواهند که دوست داشته شوند، نه به خاطر چیزی که هستند، بلکه به خاطر چیزی که به نظر میر سند' (که گویا اشاره‌ای است به جراحی پلاستیک)
نفر دوم ایسلا، زنی گویا دو جنس خواه است که صنایع نظامی و اسلحه را کنترل می‌کند.
ایسلا می‌گوید: 'ما بمب‌های هیدروژنی و گازهای کشنده و غیره تولید می‌کنیم.
ما داروهایی تولید می‌کنیم انسان‌های بی‌آزار را به حیوانات وحشی تبدیل می‌کند.
ما برای جوانان و یهودیان و بودایی‌ها و مسیحی‌ها اسلحه‌های خودشان را درست می‌کنیم.'
نفر سوم کلن نام دارد و وی با زنش رابطه بسیار بدی دارد ولی در عوض معشوقه‌ای دارد که با وی به عشق بازی می‌پردازد.
کلن یک گالری هنری دارد که آثار هنری را به صورت خط تولید، بو جود می‌آورد که از مالیدن رنگ بر کپل افراد و قرار دادن آن‌ها روی بوم نقاشی ایجاد می‌شوند (گویا وی صنعت پورنوگرافی را اداره می‌کند).
کلن یک ماشین عشق نیز طراحی کرده که به صورت یک مهبل بزرگ است و بچه دار هم می‌شود!
نفر چهارم سل نام دارد که بنابر گفته خودش، مشتریانش بچه‌ها هستند و یک کار خانه اسباب بازیسازی دارد.
سل، اسباب بازی‌های جنگی می‌سازد و خدمه او بسیار شبیه روس‌های فقیر هستند. کارخانه سل، بر اساس جنگ‌های آینده اسباب بازی تولید می‌کند تا ذهن کودکان را آماده جنگ کند.
نفر پنجم برگ نام دارد که بچه آن‌ها یک مار است! و در محیط کار او پرچمی که بسیار شبیه، پرچم ونزوئلا است، نصب شده.
برگ، خود را مشاور مالی رئیس جمهور می‌خواند و به رئیس‌جمهور گزارش می‌دهد که اگر ما بخواهیم اقتصاد کشور را نجات دهیم، در ۵ سال آینده باید چهار هزار شهروند را بکشیم! و رئیس‌جمهور هم دستور می‌دهد که پروژه را آغاز کنید. برگ هر جا می‌رود با بادیگاردهایی عریان همراه است.
نفر ششم اکسان نام دارد، وی فرمانده پلیس است و فرایند پلیس‌سازی را بدین گونه نشان می‌دهد که آلت تناسلی و بیضه مرد جوانی را در طی مراسمی با قیچی می‌برند و به موزه آلت‌های پلیس می‌سپارند و به وی کتاب مقدسی داده می‌شود که در آن به فرد آموزش داده می‌شود که به اکسان اعتقاد داشته باشد و وی پلیس می‌شود و در صحنه بعد، گروه پلیسان به گروه تظاهر کنندگان حمله‌ور می‌شوند و آن‌ها را به شکل وحشیانه‌ای و گویا با سم پاشی و خالی کردن شکم آن‌ها می‌کشند.
نفر هفتم لوت نام دارد، شغل وی طراحی ساختمان است و وی می‌گوید انسان به خانه نیاز ندارد وی به سرپناه نیاز دارد و اگر بتوانیم این ایده را به مردم بفروشیم، میلیونر می‌شویم'! وی می‌گوید کارگران به هیچ چیز در خانه خود از جمله الکتریسیته و غذا نیاز ندارند، ما به آن‌ها در کارخانه غذا می‌دهیم و وی تابوتی را نمایش می‌دهد که نمادی از خانه‌های طراحی شده توسط اوست (کنایه‌ای به آپارتمان‌های امروزی).

### قسمت سوم
در اینجا قسمت معرفی تمام شده و تصویر به برج بلند باز می‌گردد ولی این بار گویی چند صد سال گذشته و برج در میان شهری مدرن واقع شده‌است، در این صحنه ۷ نفر معرفی شده توسط هلیکوپتری به ساختمان می‌آیند تا استاد را ببینند، استاد به آن‌ها می‌گوید:
'شما پول و قدرت دارید ولی نمی‌توانید از مرگ فرار کنید، اما زندگی ابدی را می‌توان بدست آورد، در سنت‌های قدیمی از کوه‌های مقدس نام برده شده‌است که نه نفر با چهارده هزار سال سن، زندگی می‌کنند و دنیا را از آن کوه‌ها اداره می‌کنند، شما باید پیش آن‌ها بروید تا آن‌ها راز خود را به شما بگویند. شما باید به عنوان یک گروه عمل کنید و فردیت خود را کنار بگذارید، پول خود را بسوزانید، تصور شخصی از خودتان را بسوزانید'
این گروه ۹ نفره به راه می‌افتد و آن فاحشه‌ای که میمون داشت هم آن‌ها را تعقیب می‌کند. ابتدا به جایی شبیه پرو می‌روند و با فردی روبه رو می‌شوند که یکی از آن‌ها را بادگیر می‌کند.
در ادامه نزد فردی دوم می‌روند که ماده‌ای به آن‌ها می‌خوراند.
فرد سوم، آن‌ها را به حال خلسه می‌برد، به گونه‌ای که صدای پای مورچه‌ها را می‌شنوند و یکی از آن‌ها از آب، پرنده خلق می‌کند.

فرد چهارم به آن‌ها نکته‌ای فلسفی می‌آموزد.
در مرحله بعدی مراسم مرگی برای هر یک گرفته می‌شود تا دوباره متولد شوند.
در صحنه بعد آن‌ها به یک بندرگاه وارد می‌شوند و بچه‌های گشنه به سمت آن‌ها می‌دوند و از دزد نان می‌طلبند و استاد به او می‌گوید آیا می‌خواهی نقش مسیح را اجرا کنی؟ اگر به آن‌ها نان بدهی باهم به جنگ می‌پردازند.
آن‌ها بندر را ترک می‌کنند و فاحشه و میمون هم آن‌ها را تعقیب می‌کنند.
در قایق هم به دزد درسی عرفانی می‌آموزند که از تعلقات خود دوری کند و از گذشته خلاص شود و کوتوله را به دریا بیندازد.
آن‌ها بعد از گذشتن از دریا، موهای خود را از ته می‌تراشند و به جزیره کوه مقدس وارد می‌شوند و با فردی رو به رو می‌شوند که به آن‌ها می‌گوید که شما اولین نفراتی نیستید که به کوه مقدس می‌آیند.
وی افرادی را نشان می‌دهد که در کوه پایه کوه مقدس گمراه شده‌اند! و مثلاً به شعر گویی یا مصرف ال اس دی مشغول شده‌اند یا به‌طور عمودی توان صعود را ندارند و نمی‌توانند به قله کوه مقدس بروند.
گروه نه نفره مرد فروشنده را ترک می‌کنند و سعی در رسیدن به نوک قله دارند که در حین صعود نیز با ترس‌های خود از جمله ترس از موفقیت و ترس از از دست دادن بدن روبه رو می‌شوند و آن‌ها را شکست می‌دهند.
در این مرحله از سفر با مواردی از جمله پول پرستی و وحشی‌گری و شکم پرستی و سکس دوستی و آلت دوستی و دیگر توهمات رو به رو می‌شوند و این در حالی است که فاحشه و میمون آن‌ها را تعقیب می‌کنند.
در مرحله آخر استاد به آن‌ها می‌گوید باید به ۹ انسان نامیرا حمله کنید تا قدرت آن‌ها را بدست آورید.
سپس استاد به یکی از شاگردان می‌گوید شما نیازی به من ندارید پس سر من را ببر! و شمشیری به وی می‌دهد و وی چنین می‌کند؛ ولی متوجه می‌شود گردن یک گوسفند را زده.
استاد دست دزد را در دست فاحشه می‌گذارد و به او می‌گوید نمی‌خواهد به قله بروی، با این زن که به خاطر عشق تو تا اینجا آمده برو و به کشور خود برگرد.
گروه بعد از حمله به نامیراها متوجه می‌شوند که همه این ماجرا یک دسیسه بود، اکنون به نامیرایی نرسیدند ولی به زندگی واقعی رسیدند.

## تولید

### منبع الهام
این فیلم بر پایه رساله ای با نام صعود به کوه کارمل نوشته یوهان صلیبی و رمان کوه آنالوگ اثر رنه دومال که شاگرد گئورگ گورجیف بود، ساخته شده است. داستان بصری و روانگردان خودوروفسکی در این فیلم بیشتر محور متافیزیکی کوه آنالوگ را دنبال می‌کند و این موضوع در رویدادهایی مانند صعود به کیمیاگر، گردهمایی افراد با مهارت های خاص، کشف کوهی که آسمان و زمین را «که نمی‌توانند وجود نداشته باشند» را متحد می‌کند و چالش‌های نمادین در طول صعود کوه آشکار می‌شود. از آنجا که دومال قبل از پایان رمان تمثیلی خود درگذشت، پایان بداهه خودوروفسکی راهی برای تکمیل کار (هم به صورت نمادین و هم غیر از آن) را فراهم می‌کند.

### آماده سازی
قبل از شروع فیلمبرداری، خودوروفسکی و همسرش یک هفته را بدون خواب زیر نظر یک استاد ذن ژاپنی سپری کردند. اعضای اصلی گروه سه ماه به انجام تمرینات معنوی مختلف با هدایت اسکار ایچازو از مکتب آریکا پرداختند. آموزه های آریکا شامل تمرینات ذن ، صوفی و یوگا همراه با مفاهیم التقاطی برگرفته از کابالا ، ئی چینگ و آموزه های گئورگ گورجیف است. پس از آموزش، گروه قبل از تولید به مدت یک ماه در خانه خودوروفسکی زندگی کردند. پس از آن فیلمبرداری در اوایل سال ۱۹۷۲ آغاز شد. این فیلم به صورت متوالی و به طور کامل در مکزیک با بودجه ۷۵۰۰۰۰ دلار فیلمبرداری شد. ایچازو به خودوروفسکی آموخته بود که ال اس دی را به منظور اکتشاف معنوی مصرف کند. او همچنین قارچ سیلوسایبین را در طول فیلمبرداری صحنه مرگ و تولد دوباره به بازیگران داد.

## انتشار
کوه مقدس همزمان با  جشنواره فیلم کن در سال ۱۹۷۳ تکمیل شد و انتظار زیادی برای آن وجود داشت. خودوروفسکی بیست دقیقه از دیالوگ های فیلم را ویرایش کرد و قصد داشت تا جایی که می تواند دیالوگ ها را حذف کند. این فیلم در ۲۹ نوامبر ۱۹۷۳ در سالن سینمای هنری Waverly Theatre واقع در نیویورک نمایش داده شد و به مدت ۱۶ ماه در نیمه‌شب‌های جمعه و شنبه پخش محدودی داشت. همچنین در ۳۰ مارس ۱۹۷۴ در فیلمکس به نمایش درآمد که به عنوان اولین نمایش آمریکایی فیلم توصیف شد و در چند مکان  با فیلم قبلی خودوروفسکی (ال توپو) و با هزینه دو برابر اکران شد. در نهایت با تأثیری که بر فرهنگ عامه داشت، جایگاه خود را به عنوان یک فیلم کالت تثبیت کرد. 
در سال ۲۰۱۰، سینما آلامو درفت هاوس نمایشی از کوه مقدس را به عنوان بخشی از رویداد High for the Holidays خود برگزار کرد. برای بزرگداشت این رویداد، یک پوستر فیلم با تیراژ محدود توسط هنرمند آلمانی فلوریان برتمر طراحی شد.

## نمایش خانگی
کوه مقدس در ایالات متحده به همراه ال توپو نمایش داده شد. این فیلم تا سی سال بعد از ساخت به‌طور گسترده در سینمای خانگی پخش نشد تا اینکه در ۱ می ۲۰۰۷ در قالب دی وی دی و نسخه بلوری در ۲۶ آوریل ۲۰۱۱ منتشر شد.

## بازخورد
این فیلم در وبسایت راتن تومیتوز دارای رتبه تایید ۸۳٪ بر اساس ۲۴ نقد می باشد و میانگین امتیاز آن ۷.۲/۱۰ است. بر اساس نظر اجمالی، کوه مقدس یک اثر بصری سرشار از نمادگرایی است و فصل غیرعادی دیگری را به فیلم‌شناسی کاملاً منحصربه‌فرد خودوروفسکی اضافه می‌کند.

## تاثیرات
کوه مقدس تنها فیلم داستانی محسوب می شود که طرح آن بر اساس انیاگرام شخصیت است که توسط گئورگ گورجیف ابداع شده و توسط اسکار ایچازو (مشاور خودوروفسکی در هنگام نوشتن فیلمنامه فیلم) و کلودیو نارانجو ساخته شده است.